# Ngô Trĩ Huy
Ngô Trĩ Huy (吳稚暉, 25 tháng 3 năm 1865 - 30 tháng 10 năm 1953) nguyên tên là Thiếu (脁), học danh Kỷ Linh (纪灵) hay Ký Linh (寄蛉), sau đổi tên là Kính Hằng (敬恒), tự Trĩ Huy (稚暉), còn được gọi là Woo Tsin-hang hoặc Wu Shi-Fee  là một nhà ngôn ngữ học, nhà triết học và chính trị gia Trung Quốc. Ông là một trong những nhà khai quốc Trung Hoa Dân Quốc, chủ nhiệm của Ủy ban Thống nhất Phát âm do Chính phủ Bắc Dương lập ra năm 1912–1913, tạo ra chú âm (dựa trên tác phẩm của Chương Bính Lân) và chuẩn hóa cách phát âm Quốc ngữ.
Ngô Trĩ Huy cũng được xếp vào "Tứ đại thư pháp gia của Quốc dân Đảng" cùng với Đàm Diên Khải, Vu Hữu Nhiệm và Hồ Hán Dân.
Ngô trở thành một người theo Chủ nghĩa vô chính phủ trong thời gian ở Pháp vào thập kỷ đầu tiên của thế kỷ 20, cùng với Lý Thạch Tăng (李石曾), Trương Tĩnh Giang (李石曾) và Thái Nguyên Bồi (蔡元培). Cùng với họ, ông được biết đến như một trong "Bốn vị lão thành" của Quốc dân Đảng chống cộng mạnh mẽ trong những năm 1920.